# Jim Belushi
Jim Belushi, właśc. James Adam Belushi (ur. 15 czerwca 1954 w Chicago) – amerykański aktor filmowy i telewizyjny, muzyk i komik pochodzenia albańskiego. Młodszy brat Johna. 9 października 2009 z rąk prezydenta Bamira Topiego przyjął albańskie obywatelstwo.

## Życiorys

### Wczesne lata
Urodził się i dorastał w Chicago, w Illinois jako syn kasjerki Agnes Demetri (z domu Samaras) i właściciela restauracji Adama Anastasa Belushi. Jego ojciec był albańskim imigrantem, a matka była z pierwszego pokolenia amerykańskich Albańczyków. Miał starszego brata Johna (1949–1982), który był znanym komikiem, starszą siostrą Marian i młodszego brata Billy’ego. Ukończył Wheaton Central High School, College of DuPage (1974) i Southern Illinois University Carbondale na wydziale wymowy i sztuk teatralnych (1978).

### Kariera
W latach 1977–1980 wraz ze starszym bratem Johnem należał do grupy improwizujących komików The Second City w Chicago. Swoją karierę ekranową rozpoczął od udziału w sitcomie ABC Kto obserwuje te dzieciaki (Who’s Watching the Kids, 1978). Zagrał niewielką rolę w dreszczowcu Briana De Palmy Furia (The Fury, 1978) oraz dramacie kryminalnym Michaela Manna Złodziej (Thief, 1981) u boku Jamesa Caana.
Występował w programie rozrywkowym NBC Saturday Night Live (1983–1985), otrzymując w 1984 nominację do nagrody Emmy, a swoim bezpośrednim sposobem bycia zdobył sympatię jako Mario w baśniowym serialu CBS Pinokio (Faerie Tale Theatre – Pinocchio, 1984). Popularność przyniosła mu także tytułowa postać Jima w sitcomie ABC Jim wie lepiej (According to Jim, 2001−2008).
Jego osiągnięcia kinowe obejmują repertuar rozpoczynający się od dramatu wojennego Olivera Stone Salwador (Salvador, 1986) w roli Doktora Rocka, filmu akcji Czerwona gorączka (Red Heat, 1988) jako detektyw sierżant Art Ridzik, a kończy się na lekkich komediach jako K-9 (1989) oraz dwóch sequelach K-911 (1999) i K-9: P.I. (2002) w roli detektywa Michaela Dooleya, któremu towarzyszy owczarek niemiecki Jerry Lee.
Zasiadał w jury konkursu głównego na 48. MFF w Wenecji (1991). W 1996 prowadził sklep z cygarami Lone Wolf Cigar Company z Chuckiem Norrisem. Za rolę w dreszczowcu sci-fi Retrospekcja (Retroactive, 1997) odebrał nagrodę na MFF w Maladze.
Obecnie w zastępstwie za swojego zmarłego brata gra w zespole Blues Brothers Band pod pseudonimem Zee Blues.

## Życie prywatne
Po nieudanych dwóch związkach małżeńskich z Sandrą Davenport (od 17 maja 1980), z którą ma syna Roberta (ur. 23 października 1980), i Marjorie Bransfield (od 22 września 1990 do kwietnia 1992), w dniu 2 maja 1998 poślubił Jennifer Sloan. Mają córkę Jamison Bess (ur. 1999) i syna Jareda Jamesa (ur. 8 lutego 2002). W roku 2018 Jennifer Sloan złożyła pozew o rozwód w rocznicę śmierci starszego brata Jamesa – Johna.

## Filmografia

### Filmy fabularne
- 1978: Furia (The Fury) jako menel
- 1981: Złodziej (Thief) jako Barry
- 1983: Nieoczekiwana zmiana miejsc (Trading Places) jako Harvey
- 1984: Pinokio (Faerie Tale Theatre – Pinocchio, TV)
- 1986: Krwiożercza roślina (Little Shop of Horrors ) jako Patrick Martin
- 1986: Salwador (Salvador) jako doktor Rock
- 1986: Jumpin’ Jack Flash jako Sperry Repairman
- 1986: Ta ostatnia noc (About Last Night...) jako Bernie Litgo
- 1987: Dyrektor (The Principal) jako  Rick Latimer
- 1988: Czerwona gorączka (Red Heat) jako detektyw Art Ridzik
- 1989: K-9 jako detektyw Michael Dooley
- 1989: Homer i Eddie (Homer and Eddie) jako Homer Lanza
- 1990: Pan Przeznaczenie (Mr. Destiny) jako Larry Joseph Burrows
- 1991: Niesforna Zuzia (Curly Sue) jako Bill Dancer
- 1991: Tylko samotni (Only the Lonely) jako Salvatore Buonarte
- 1993: Bohater ostatniej akcji (Last Action Hero) w roli samego siebie
- 1995: Operacja Bekon (Canadian Bacon) jako Charles Jackal
- 1995: Sahara jako sierżant Joe Gunn
- 1995: Zakochany pingwin (The Pebble and the Penguin) jako Rocko (głos)
- 1996: Świąteczna gorączka (Jingle All the Way) jako św. Mikołaj w centrum handlowym
- 1997: Na własne ryzyko (Living in Peril) jako Harrison / Oliver
- 1997: Rozgadana farma (TV) jako Skippy (głos)
- 1997: Brudny glina (Gang related) jako detektyw Frank Divinci
- 1997: Retrospekcja (Retroactive) jako Frank Lloyd
- 1997: Fakty i akty (Wag the Dog) w roli samego siebie
- 1998: Pechowa przesyłka (Overnight Delivery) jako Szef dostawy w ciągu nocy
- 1999: K-911 jako detektyw Michael Dooley
- 2000: Wróć do mnie (Return to Me) jako Joe Dayton
- 2002: K-9: P.I. jako detektyw Michael Dooley
- 2002: Śnieżne psy (Snow Dogs) jako Demon (głos)
- 2002: Pinokio (Pinocchio) jako farmer
- 2005: Czerwony Kapturek – prawdziwa historia jako Kirk (głos)
- 2005: Rodzinka Yamadów jako Takashi (głos)
- 2006: Dżungla (The Wild) jako Benny (głos)
- 2007: Ultrapies (Underdog) jako Dan Unger
- 2008: Scooby Doo i król goblinów jako Glob (głos)
- 2008: Kudłaty zaprzęg jako Saint Bernie (głos)
- 2010: Autor widmo (The Ghost Writer) jako John Maddox
- 2011: Sylwester w Nowym Jorku jako Building Super
- 2013: Czarnoksiężnik z Oz: Powrót Dorotki jako Lion (głos)
- 2017: Na karuzeli życia (Wonder Wheel) jako Humpty
- 2017: Hej Arnold! Przygoda w dżungli (TV) jako trener Wittenberg (głos)

### Seriale TV
- 1978–1979: Kto obserwuje te dzieciaki (Who’s Watching the Kids) jako Bert Gunkel
- 1983–1985: Saturday Night Live
- 1994–1997: Prawdziwe potwory jako Simon the Monster Hunter (głos)
- 1995: Santo Bugito jako Santo Bugito (głos)
- 1995: Pinky i Mózg – głos
- 1995: Duckman jako Saul Monella / policjant (głos)
- 1995–1996: Gargoyles jako Fang (głos)
- 1996: Kleszcz jako pan Fleener (głos)
- 1996: KaBlam! jako kameleon Louie (głos)
- 1996: Timon i Pumba jako Warthog (głos)
- 1996-97: Potężne Kaczory jako Phil Palmfeather (głos)
- 1996-99: Hej Arnold! jako trener Jack Wittenberg (głos)
- 1997: Krowa i Kurczak jako Butch (głos)
- 1997: Świat według Ludwiczka jako Jack (głos)
- 1998: Herkules jako Nestor (głos)
- 2000–2001: Rekiny i płotki jako Freddy Falco
- 2001: Ostry dyżur jako Dan Harris
- 2001–2008: Jim wie lepiej (According to Jim) jako James „Jim” Orenthal
- 2002: Pełzaki jako Święty Mikołaj (głos)
- 2002: Co nowego u Scooby’ego? jako Asa Buckwald (głos)
- 2002: Jimmy Neutron: mały geniusz jako trener Gruber (głos)
- 2003: Ozzy i Drix jako kpt. Quinine (głos)
- 2003: Randka z gwiazdą jako Leslie Buren
- 2004: Prawie doskonali jako Eddie Smirkoff
- 2006: Kacper: Szkoła postrachu jako Alder (głos)
- 2006: Jimmy Neutron: mały geniusz jako trener Gruber (głos)
- 2009: Złota Rączka jako Sal (głos)
- 2010–2011: Obrońcy jako Nick Morelli
- 2012: Klinika dla pluszaków jako Glo-Bo (głos)
- 2015–2016: Good Girls Revolt jako William „Wick” McFadden
- 2016: 7K jako trener Coachy (głos)
- 2017: Twin Peaks jako Bradley Mitchum